# Inge von der Ropp
Inge von der Ropp (geb. Krapp; * 27. Januar 1919 in Lichterfelde; † 28. Oktober 1989 in Köln) war eine deutsche Architekturfotografin, die u. a. für Gottfried Böhm, Karl Hell, Hans Schilling und Fritz Schaller arbeitete und deren Fotos in zahlreichen Büchern über Köln abgebildet wurden. Als „eine der bedeutendsten Architektur-Fotografinnen der 1960er bis 1980er Jahre“ habe sie „wie keine zweite“ den Zeitgeist der Kölner Architektur in der zweiten Hälfte des 20. Jahrhunderts eingefangen.

## Leben
Inge Krapp wurde 1919 in Lichterfelde (1920 nach Berlin eingemeindet) als Tochter von Johanna Krapp und ihrem Mann, dem Luftwaffenoffizier Oskar Krapp, geboren. Nach dem Schulabschluss absolvierte sie 1937 bis 1938 ein Volontariat in einem Fotografenatelier in Nürnberg, ging jedoch wieder nach Berlin zurück. Ab 1939 war sie zunächst im Reichsarbeitsdienst und danach bis 1942 als Nachrichtenhelferin im pommerschen Stolpmünde dienstverpflichtet. 1942 heiratete sie den Luftwaffenoffizier Nicola Arved von der Ropp, der im Januar 1945 im Kriegseinsatz ums Leben kam. Mit ihrem 1943 geborenen Sohn Arved flüchtete Inge von der Ropp von Pommern zunächst nach Österreich, von wo sie 1946 nach Oberkassel bei Bonn umzog. Nach einem beruflichen Versuch im Schneiderhandwerk absolvierte sie eine Fotografenlehre an den Kölner Werkschulen und studierte 1954–1955 an der Staatlichen Höheren Fachschule für Photographie (HFP) in Köln bei Pan Walther. 1956 schloss sie mit der Fotografen-Meisterprüfung und als Diplom-Foto-Ingenieurin ab.
1956 machte sie sich als Fotografin für Kunst, Werbung und Architektur selbständig und arbeitete für Auftraggeber wie Gerhard Marcks, Ludwig Gies, Hildegard Domizlaff und Elisabeth Treskow sowie Peter Friedrich Schneider, Architekt des Funkhauses am Wallrafplatz. Zu den Motiven gehörten u. a. die Fordwerke in Köln-Niehl und der Adler im Plenarsaal des Deutschen Bundestages.
Ihr Einstieg in die Farbfotografie folgte 1957 mit Aufnahmen von der Bundesgartenschau in Köln, von denen eine umfangreiche Ansichtskartenserie aufgelegt wurde. Gemeinsam mit ihrem Sohn Arved, der eine Fotografenlehre bei ihr absolviert hatte und ein eigenes Farblabor aufbaute, konnte sie in den 1960er- und 1970er-Jahren ihre Arbeiten auch im eigenen Labor entwickeln und nach eigenen Vorstellungen ausarbeiten. Ihre Publikationen entstanden dann häufig in gemeinsamer Urheberschaft.
Neben den bekannteren Namen aus der Architektur wie Gottfried Böhm, dessen Neubau des Rathauses in Bensberg sie u. a. fotografiert hatte, gehörten in dieser Zeit auch zahlreiche Architekten von „Normalarchitektur“ zu ihren Kunden. Fotografisch waren diese weniger interessant, sodass Mutter und Sohn ihren beruflichen Schwerpunkt zu anderen Themen und Motiven verlagerten.
Nach mehreren Reisen nach Griechenland und Bali in den 1970er-Jahren wurden ihre Aufnahmen in einem Bildband und im Merian-Heft „Bali“ veröffentlicht. Es folgten Reisen in verschiedene Regionen Spaniens, die ebenfalls in Veröffentlichungen im DuMont-Verlag mündeten, u. a. in Die Alhambra des Kunsthistorikers Oleg Grabar und diverse Kalender. So erschien ab 1985 jährlich ein Kalender über die Romanischen Kirchen in Köln.
Inge von der Ropp starb 1989 in Köln. Ihr Nachlass, der 12.000 Fotos und Negative in 19 Regalmetern umfasst, wurde 1992 vom Historischen Archiv der Stadt Köln erworben. Anlässlich ihres einhundertsten Geburtstages 2019 widmete das Archiv ihr seinen Jahreskalender 2020.

## Publikationen
- Peter Steiner: St. Markus in Recklinghausen. Kleine Kunstführer 947. Schnell & Steiner, München 1970, OCLC 312230599.
- Günter Schmidt: Ostseebad Stolpmünde: eine Ergänzung der im Jahre 1936 erschienenen Stolpmünder Chronik. Pommerscher Buchversand, Hamburg 1973, OCLC 915778517.
- Inge und Arved von der Ropp: Andalusien: Spaniens maurischer Süden. DuMont Buchverlag, Köln 1974, ISBN 3-7701-1489-2.
- Merian-Reiseführer Bali. Hoffmann und Campe, Hamburg 1978, ISBN 3-455-27810-8.
- Hermann Schreiber: Halbmond über Granada. Original-Aufnahmen von Inge und Arved von der Ropp. Bastei Lübbe, Bergisch Gladbach 1982, ISBN 3-404-64055-1.
- Licht über Hellas. (Vorwort von Evi Melas). DuMont Buchverlag, Köln 1988, ISBN 3-7701-1610-0.
- Friedhelm Hofmann: Abenteuer Kölner Dom. Fotos von Inge und Arved von der Ropp. Schnell und Steiner, Regensburg 1988, ISBN 3-7954-0467-3.
- Manuel Casamar, Christiane Kugel, Arved von der Ropp: La España árabe: legado de un paraíso. Editorial Casariego, Madrid 1990, ISBN 84-86760-08-9 (spanisch).